# And Then We Kiss
»And Then We Kiss« je pesem ameriške glasbenice Britney Spears. Pesem so napisali Britney Spears, Michael Taylor in Paul Barry, producirala pa sta jo Mark Taylor in Junkie XL za njen prvi album z remixi, B in the Mix: The Remixes. Pesem je izšla 31. oktobra 2005 preko založbe Jive Records kot promocijski singl iz albuma. Euro-trance pop pesem govori o poljubu in različnih reakcijah dekleta na slednjega, vključno z jokanjem, tresenjem in javkanjem. Pesem »And Then We Kiss« je prejela mešane ocene s strani glasbenih kritikov, saj so nekateri menili, da bi lahko postala radijska ali klubska uspešnica, drugi pa so trdili, da je vokal Britney Spears v tej pesmi hladen in mehaničen. Pesem se ni uvrstila na katero izmed pomembnejših lestvic, kljub temu pa je zasedla petnajsto mesto na lestvici Billboard Hot Dance Airplay.

## Ozadje
Pesem »And Then We Kiss« so napisali Britney Spears, Michael Taylor in Paul Barry, produciral jo je Mark Taylor, remix zanjo pa je posnel Junkie XL. Vse inštrumente, vključno s kitaro, bas kitaro, sintetizatorjem in bobni, je zaigral Junkie XL. Pesem je audio uredil Chaz Harper v studiu Battery, izšla pa je 31. oktobra 2005 kot promocijski singl z albuma B in the Mix: The Remixes. Pesem »And Then We Kiss« je služila tudi za glasbeno podlago pri reklamni kampanji za njeno dišavo Fantasy. Pesem so na začetku nameravali vključiti na DVD Britney & Kevin: Chaotic (2005), vendar je nazadnje zaradi neznanih razlogov niso, temveč je postala del albuma B in the Mix: The Remixes. V intervjuju s spletno stranjo About.com je Junkie XL govoril tudi o produkciji remixa:
Pesem [»And Then We Kiss«] sem želel spremeniti v sodobno različico singla »Enjoy the Silence« z elektronskim ritmom in prijetnimi kiticami kitar. Če zanemarimo dejstvo, da jo je zapela [Britney], bi pesem lahko bila del kakšnega mojega albuma, saj zveni podobno. Zelo sem zadovoljen s končnim rezultatom, tako kot vsi.

## Sestava
Pesem »And Then We Kiss« je euro-trance techno pesem, traja štiri minute in osemindvajset sekund in ima velik poudarek na sintetizatorju. Pesem združuje tudi dance in rock zvrsti. Besedilo govori o poljubu in različnih odzivih protagonistke na slednjega, vključno z jokanjem, tresenjem in javkanjem. Pesem se prične s kitico: »Sama ležim / dotikam se svoje kože« (»Lying alone / touching my skin«), zaradi česar so nekateri menili, da je celotna zgodba pesmi le fantazija. Izdana verzija je remix originala, ki ga je produciral Junkie XL.

## Sprejem kritikov
Jennifer Vineyard iz MTV-ja je dejala, da pesem »lahko postane radijska ali klubska uspešnica, če bo založba Jive le aktivno promovirala album.« Barry Walters iz revije Rolling Stone je dejal, da je pesem »simpatična mešanica simfoničnih inštrumentov in dance-rock kitar.« V svoji oceni albuma B in the Mix: The Remixes je Kurt Kirton s spletne strani About.com napisal, da pesem »And Then We Kiss« in drugi remixi pesmi, kot sta »Toxic« in »Someday (I Will Understand)« »vztrajajo pri svojem«, medtem ko je novinar s spletne strani Yahoo! Shopping pesem označil za »sanjavo«. Gregg Shapiro iz revije Bay Area Reporter je pesmi dodelil negativno oceno, kar je utemeljil z besedami: »V mršavem, hladnem, mehaničnem glasu Spearsove je veliko pomankljivosti, ki pa so [v pesmi] še toliko bolj očitne.«
Pesem »And Then We Kiss« se ni pojavila na nobeni izmed pomembnejših glasbenih lestvic, saj kot ni izšla kot mednarodni singl. Kljub temu pa je 25. februarja 2006 dosegla petindvajseto mesto na lestvici Billboard Hot Dance Airplay. Kasneje, 25. marca tistega leta, potem, ko je na lestvici preživela že pet tednov, je pesem dosegla petnajsto mesto, kar je ostala njena najvišja uvrstitev. Pesem »And Then We Kiss« je na lestvici ostala enajst tednov.

## Seznam verzij
- Digitalna verzija[3]

1. »And Then We Kiss« — 4:28

- Gramofonska plošča[15]

1. »And Then We Kiss« (Junkie XL-ov remix) — 4:28
2. »And Then We Kiss« (Junkie XL-ov inštrumentalni remix) — 4:28
3. »And Then We Kiss« (Junkie XL-ov neobdelan remix) — 4:41
4. »And Then We Kiss« (Junkie XL-ov neobdelan inštrumentalni remix) — 4:41

## Ostali ustvarjalci
- Britney Spears — vokali, tekstopiska
- Michael Taylor — tekstopisec
- Paul Barry — tekstopisec
- Mark Taylor — producent
- Junkie XL — producent, ustvarjalec remixa, vsi inštrumenti
- Chaz Harper — audio urejanje

Vir: